# Кондитерська фабрика Кромського

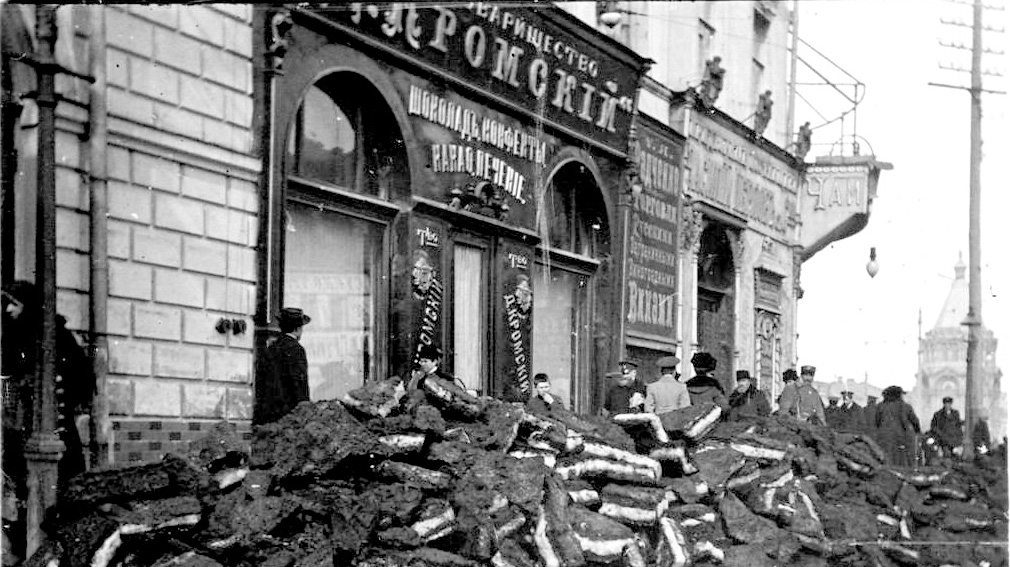
Кондитерський магазин Кромського, початок 1900-х, Павлівський майдан

Кондитерська фабрика Кромського — колишня кондитерська фабрика підприємця Дмитра Костянтиновича Кромського, що розташована в Харкові за адресою вулиця Конторська, 29. Фабрика, збудована за проєктом архітектора Болеслава Михаловського, була відкрита в 1889 році. Спершу там виготовляли халву, кренделі, пряники, желе та пастилу, а починаючи з 1890-х років, почали виготовляти шоколад та цукерки.
На сьогодні споруди колишньої кондитерської фабрики Кромського занедбані та спустошені.

## Заснування фабрики
У 1883 році Дмитро Кромський придбав земельну ділянку на Конторській вулиці, яка на той час мала № 31. Земельну ділянку продала вдова колезького реєстратора Пелагея Олексіївна Лавровська.
Кромський почав будівництво парової кондитерської фабрики, яка відкрилась у 1889 році, за проєктом архітектора Болеслава Михаловського.
До 1895 року вартість фабрики оцінювалась у близько 150 000 рублів, а її річний дохід перевищував 300 000 рублів.

## Виробнича структура фабрики
Основне виробництво було розташоване у 3-поверховому корпусі, де також знаходилась парова машина. До основного виробництва примикали два склади: один склад призначався для цукрового піску, куди він подавався через спеціальне вікно. Другий склад був призначений для борошна, яке використовувалось для виробництва пряників.
Окрім основного виробництва, фабрика складалась ще з п'яти виробництв:

###### Перше виробництво
Перше виробництво займалось приготуванням цукатів зі слив, груш та абрикос, на що йшло пів року. Фрукти виварювали в широких мідних тазах по кілька разів, поки ті не ставали прозорими та водночас соковитими. Цукати зберігались у двох окремих приміщеннях.

###### Друге виробництво
Друге виробництво займалось виготовленням кондитерських виробів: карамелі, вершкової та фруктової помадки, а також шоколаду. Тут працювали дві парові машини: одна для виробництва карамелі, а друга для виробництва шоколаду. На карамельні цукерки наносили прізвище Кромського.

###### Третє виробництво
Третє виробництво випускало пряники. Тут працювали дві величезні печі. Одна з них, механічна, працювала цілодобово та виробляла печиво та дрібні пряники. Друга піч, голландського типу, працювала для випічки великих пряників.

###### Четверте виробництво
Четверте виробництво займалось створенням макаронних виробів. Тут працювало кілька парових машин, одна з яких виготовляла тісто.

###### П'яте виробництво
П'яте виробництво розташовувалося на третьому поверсі. Тут виробляли монпансьє, цукерки, мармелад та пастилу. У кожному відділі стояли мармурові столи, а в мармеладному — були особливі приміщення для варіння, розливу, приготування та сушіння мармеладу.

## Умови праці
Кондитерська фабрика Кромського відрізнялася чистотою та порядком. Штат, що складався з 200 працівників та працівниць, мав робочу уніформу, що складалась із білих фартухів та ковпаків. Діяв наступний розклад:
- 6:00 — початок роботи фабрики.
- 7:00 — сніданок для працівників, що зазвичай складався з чаю та білого хліба.
- 11:30 — обід, що складався з 2-3 страв.
- 15:30 — чай.
- 20:00 — вечеря.

Працівники, що не мали власних родин, проживали при фабриці, у спеціальному будинку з двома столовими. На фабриці також була власна пожежна команда, медичний персонал та електростанція.
Працівники отримували на рік до 250 рублів, а майстри — до 600 рублів.
Пакувальниці цукерок отримували 50 копійок за 16 кілограмів упакованих цукерок.

## Кондитерська фабрика у XX столітті
Після початку російсько-більшовицької окупації України фабрика була націоналізована, але роботу не припиняла.
У 1925 році фабрика отримала нову назву — «2-га державна кондитерська фабрика ім. Н. К. Крупської».
Пізніше на фабриці почалось виробництво бісквітів.
У 1950-х роках на території фабрики також функціонував інститут «Укргіпропрод», у функції якого входило проєктування підприємств харчової промисловості.
У 1990-ті роки фабрика збанкрутувала.

До сьогодні колишні приміщення кондитерської фабрики Кромського занедбані: немає даху й вікон, будівлі перетворились на руїни.

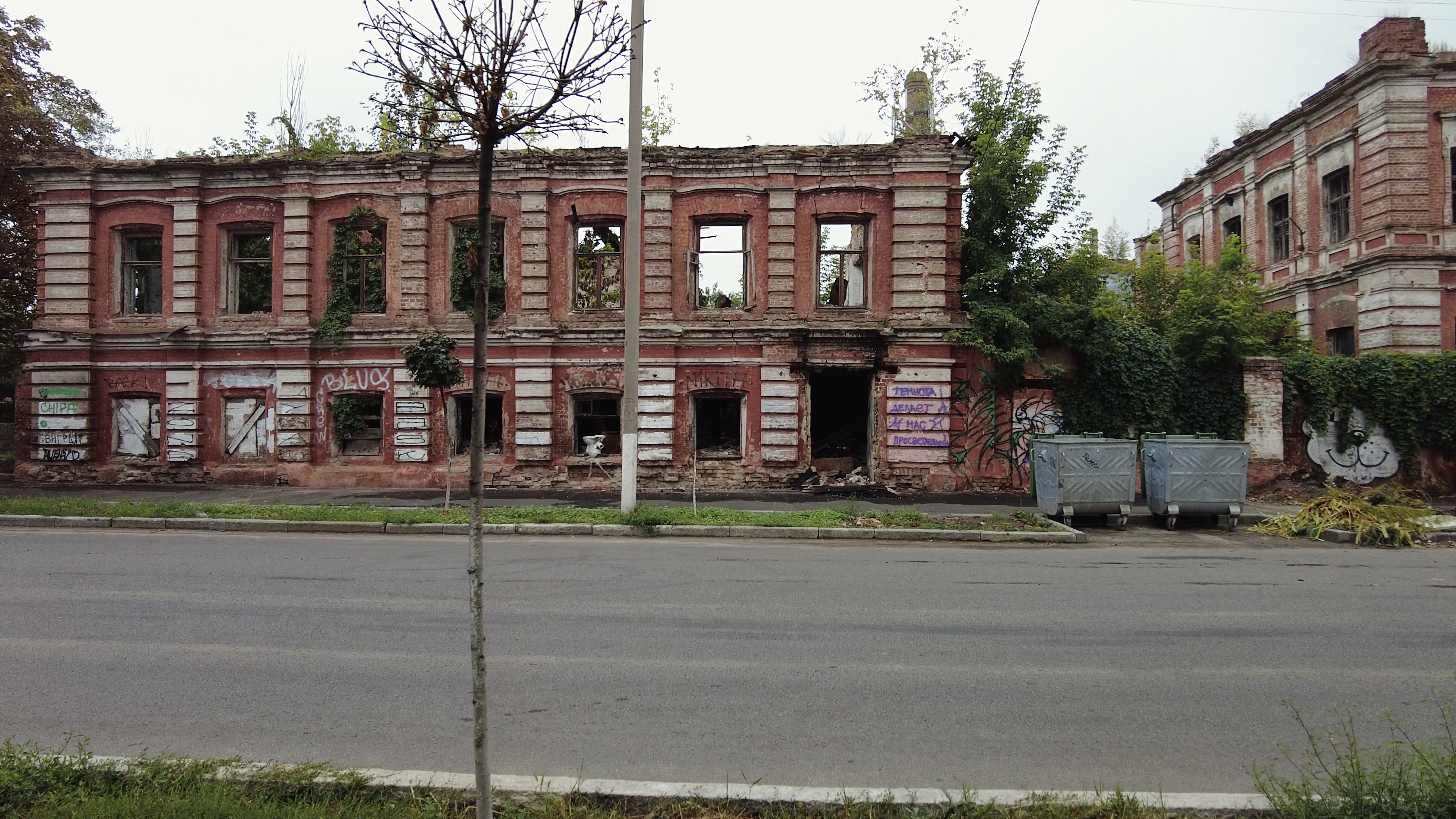
Одна з будівель фабрики
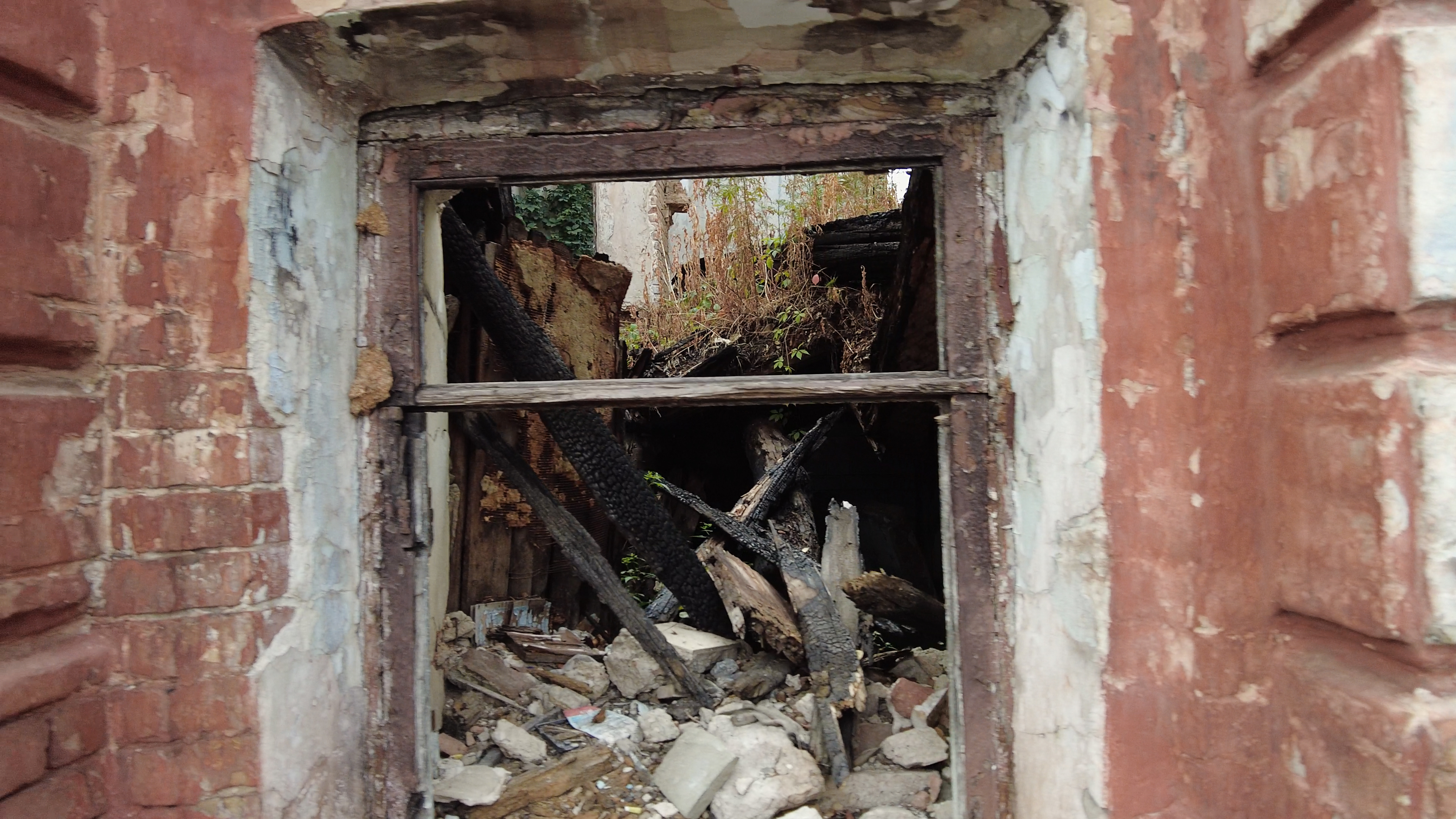
Одна з будівель всередині
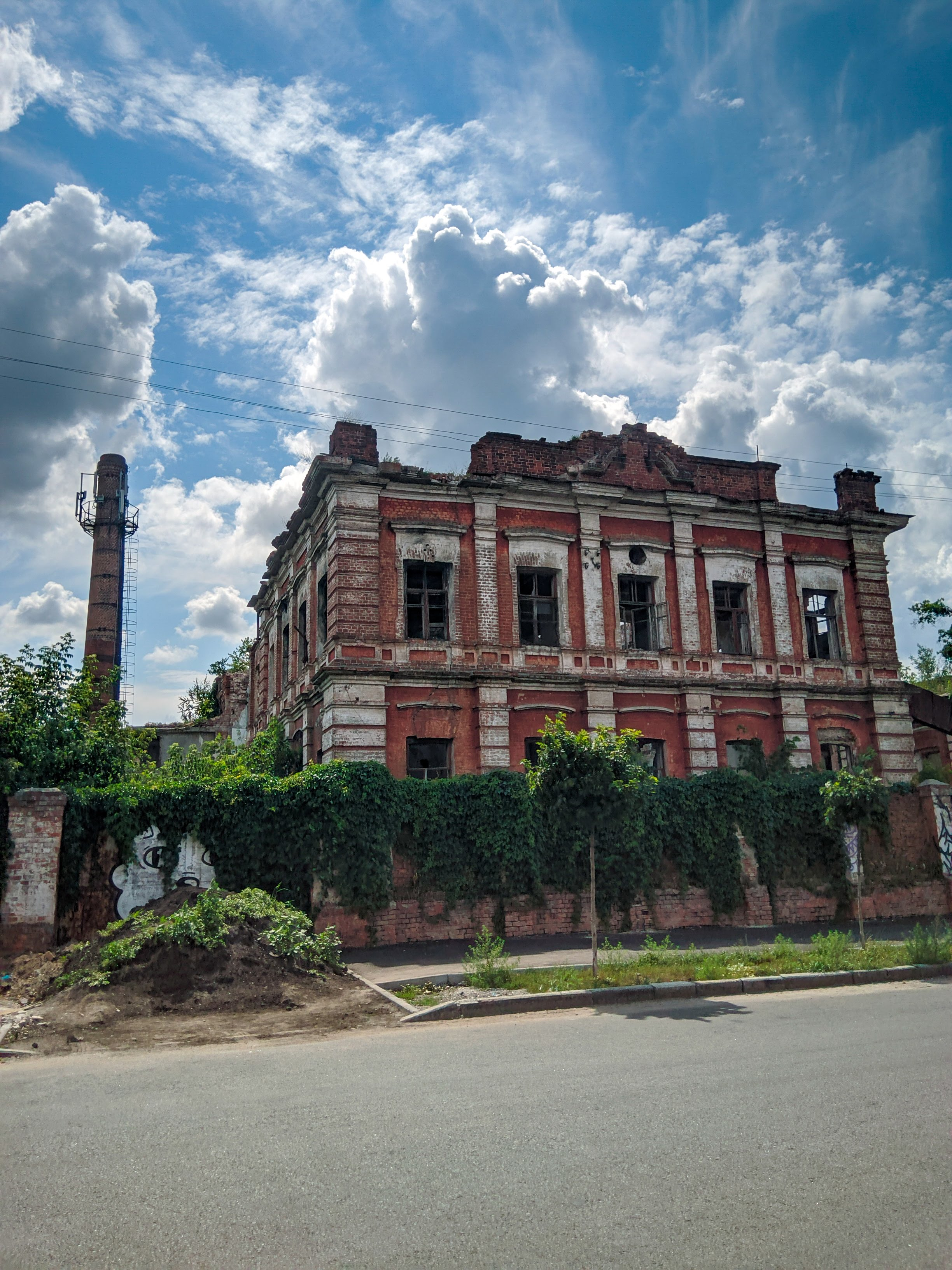
Центральна будівля та труба
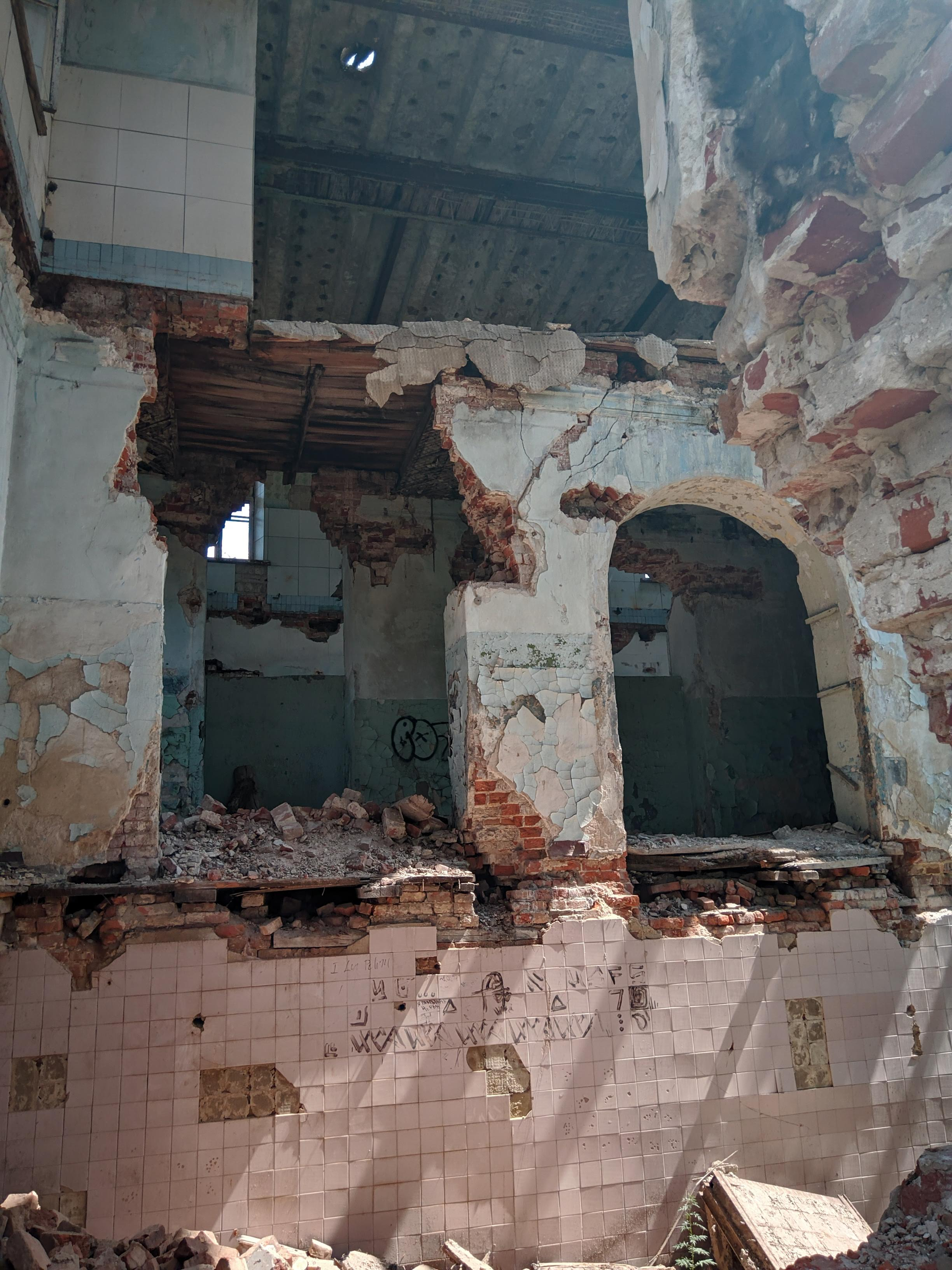
Будівля всередині

## Майбутнє фабрики
Архітектурне бюро Drozdov & Partners пропонує створити на базі залишків кондитерської фабрики Кромського сучасний багатофункціональний центр з виставковим залом та офісами. Водночас планується зберегти автентичність уцілілих споруд.
Згідно з проєктом, центральний корпус пропонується використовувати для проведення великих публічних заходів. Багатофункціональність центру передбачає проведення різних виставкових та освітніх заходів, організації офісних просторів та апартаментів.
На першому поверсі майбутнього центру планують розмістити комерційні об'єкти та квартири. Одразу два поверхи можуть зайняти ресторан, універсальна зала, офісний та виставковий центри. На третьому поверсі планують розмістити офіси та додаткові житлові приміщення.